# البريد الياباني القابضة
البريد الياباني القابضة هو تكتل شركات يابانية للتداول العام مقرها في كاسوميغاسيكي ، شيودا ، طوكيو . وتشارك بشكل رئيسي في الأعمال البريدية والخدمات اللوجستية، والأعمال التجارية النافذة المالية، والأعمال المصرفية والأعمال التأمين على الحياة. تقدم الشركة خدمات نقل الرسائل والبضائع ومبيعات الطوابع والودائع والقروض ومنتجات التأمين.
في 4 نوفمبر 2015 ، تم إدراج البريد الياباني القابضة في بورصة طوكيو كجزء من «الاكتتاب العام الثلاثي» ( الاكتتاب العام الأولي ) مع طرح أسهم كذلك في بنك البريد الياباني واليابان بوست التأمين . تم عرض حوالي 10 ٪ من الأسهم في كل شركة.
اعتبارًا من سبتمبر 2017 ، كان لدى 24000 مكتب و 400000 موظف.

## الشركات العاملة
تعمل المجموعة عبر أربعة أقسام رئيسية:
- خدمات البريد الياباني ، التي تتعامل مع تسليم البريد وتدير مكاتب البريد.
- بنك البريد الياباني، الذي يتعامل مع الوظائف المصرفية.
- اليابان بوست التأمين، والذي يوفر التأمين على الحياة.
- رسوم القابضة، والتي توفر النقل والخدمات اللوجستية

## وصلات خارجية
- اليابان بوست القابضة (باليابانية)
- اليابان بوست القابضة (بالإنجليزية)